# Бабич, Михаил Викторович
Михаи́л Ви́кторович Ба́бич (род. 28 мая 1969, Рязань, РСФСР, СССР) — российский государственный и политический деятель. Действительный государственный советник Российской Федерации 1 класса (2012). Заместитель директора Федеральной службы по военно-техническому сотрудничеству с 20 января 2021 года, генерал-майор (2021), генерал-лейтенант (2024). Кандидат экономических наук.

## Биография
Михаил Викторович Ба́бич родился 28 мая 1969 года в Рязани.
С 1986 по 1995 год проходил воинскую службу на командных должностях в войсках КГБ СССР и ВДВ России. В 1992—1995 годах участвовал в боевых действиях на Северном Кавказе.
В 1990 году окончил Рязанское высшее военное командное училище связи (закрыто в 2011 году).
В 1995—1998 годах — руководитель ЗАО «Корпорация „Антей“». С 1998 по 1999 год — занимал должность первого вице-президента ОАО «Росмясомолторг», где курировал вопросы поставок по госконтракту продовольственной гуманитарной помощи из США и ЕС в российские регионы. По информации ряда СМИ, основным направлением контроля и координации являлся Северо-кавказский регион. В мае 2000 года в отношении руководства компании Следственным комитетом МВД РФ было возбуждено уголовное дело о хищении средств от продажи гуманитарной помощи на сумму 2 млрд рублей. В 2002 году дело было прекращено, лично к Бабичу никаких претензий у следствия не было.
В 1998 году окончил юридический факультет Московского института экономики, менеджмента и права.
С 1999 по январь 2000 года являлся первым заместителем генерального директора ГУП «Федеральное агентство по регулированию продовольственного рынка» при Министерстве сельского хозяйства и продовольствия Российской Федерации.
В 2000 году окончил Государственную академию управления по специальности «финансовый менеджмент»;
С 2000 по 2001 год — первый заместитель председателя Правительства Московской области.
С 2001 года — первый заместитель главы администрации Ивановской области и глава представительства области в Москве и работал на данной должности до 2002 года.
В 2002 году защитил кандидатскую диссертацию на тему «Совершенствование труда руководителя предприятия в сфере принятия решений по персоналу», имеет учёную степень кандидата экономических наук.
С ноября 2002 по февраль 2003 года — председатель правительства Чеченской Республики.
В 2003 году назначен помощником министра экономического развития и торговли Российской Федерации.

### Депутат Госдумы
7 декабря 2003 года был избран депутатом Государственной думы Федерального собрания Российской Федерации четвёртого созыва по Кинешемскому одномандатному избирательному округу № 81 (Ивановская область).
В 2005 году окончил факультет переподготовки и повышения квалификации Военной академии Генерального штаба Вооружённых сил Российской Федерации.
2 декабря 2007 года вновь был избран депутатом Государственной думы Федерального собрания Российской Федерации пятого созыва по списку партии «Единая Россия» (Владимирская региональная группа). В Государственной думе являлся заместителем председателя Комитета по обороне и членом Комиссии по рассмотрению расходов федерального бюджета, направленных на обеспечение обороны и государственной безопасности Российской Федерации. Также являлся заместителем руководителя рабочей группы Государственной Думы по Северному Кавказу, входил от Государственной Думы в рабочую группу Совета безопасности по вопросам нормативно-правового обеспечения деятельности российских военных объектов за рубежом.
4 декабря 2011 года был избран депутатом Государственной думы Федерального собрания Российской Федерации шестого созыва по списку партии «Единая Россия» (Владимирская региональная группа).
В 2003—2011 годах — депутат Государственной Думы РФ четвёртого и пятого созывов, член фракции «Единая Россия». Заместитель председателя комитета Госдумы по обороне.
В 2011 году стал заместителем главы штаба Общероссийского народного фронта, созданного по инициативе Владимира Путина.

### Полномочный представитель президента Российской Федерации
С 15 декабря 2011 по 24 августа 2018 года — полномочный представитель президента Российской Федерации в Приволжском федеральном округе.
Указом президента Российской Федерации от 29 декабря 2011 года № 1709 назначен председателем Государственной комиссии по химическому разоружению.
С 19 января 2012 года является действительным государственным советником Российской Федерации 1 класса.

### О снятии вопроса об утверждении Михаила Бабича послом на Украине
После увольнения 28 июля 2016 года посла России на Украине Михаила Зурабова, в российской прессе претендентом на эту должность был назван Михаил Бабич, что было публично подтверждено пресс-секретарём президента РФ Владимира Путина Дмитрием Песковым. Были проведены предварительные процедуры согласования профильными комитетами нижней и верхней палаты парламента.
Депутаты Госдумы согласовали кандидатуру полномочного представителя президента Российской Федерации в Приволжском федеральном округе Михаила Бабича на назначение послом на Украине. Соответствующее решение было принято на заседании комитета по международным делам 29 июля 2016 года.
В свою очередь украинское экспертное сообщество высказало ряд причин, по которым Михаилу Бабичу может быть отказано украинским МИДом в получении агремана. Одна из них заключалась в том, что, будучи членом Совета безопасности Российской Федерации, Михаил Бабич в 2014 году принимал участие в решении о поддержке Крыма, в его решении отделиться от Украины и вводе туда российских войск. Кроме того, украинские политологи отмечали то, что Михаил Бабич «ранее был военным десантником, во время Чеченской войны руководил правительством республики, работал в ФСБ». Эксперты в Киеве заявляли, что «Бабич, биография которого связана с советским КГБ и российским ФСБ, призван стать „послом войны“», является «профессиональным диверсантом» и «классическим кандидатом Кремля для взаимодействия с сепаратистами в Донбассе для организации силовых операций». Все эти «детали», по их мнению, «могли стать безусловной причиной отказа в агремане». Звучали и мнения о том, что «украинская сторона жёстко лимитирована в своей деятельности в России и нет необходимости в нахождении на территории Украины российского посла. Достаточно просто временно поверенного».
4 августа 2016 года Киев отказался согласовать кандидатуру Михаила Бабича на пост посла России на Украине. Заместитель главы украинского МИДа Елена Зеркаль заявила, что по их инициативе вопрос в принципе не будет обсуждаться. «Этот вопрос снят с повестки дня», — заявила она.
Пресс-секретарь президента России Дмитрий Песков в свою очередь заявил, что Россия по-прежнему выступает за назначение нового главы дипмиссии. «Это наш подход к нашим двусторонним отношениям. Вместе с тем, если украинская сторона принимает решение о понижении уровня наших дипотношений и считает целесообразным такой пониженный режим дипломатического общения, это выбор украинской стороны», — отмечал Дмитрий Песков.

### Посол в Беларуси
24 августа 2018 года назначен послом России в Беларуси, а также специальным представителем президента России по развитию торгово-экономического сотрудничества с Беларусью.
Начала активно реализовываться политика Москвы по исполнению Союзного договора и союзной интеграции. Особо чувствительными были вопросы экономики.
Михаил Бабич заявил в ответ на упрёки Минска в неравных ценах на энергоносители: «Белорусским партнёрам надо двигаться в сторону принятия решений по выравниванию условий хозяйствования. Например, если акцизы на табак в Республике Беларусь искусственно сдерживаются и величина акцизов в четыре раза ниже, чем в Российской Федерации, то понятно, что весь избыточный объём производства сигарет, а это, по разным оценкам, до 70 % всего производства табака в Российской Федерации, идёт в Россию, а российский бюджет недополучает миллионы долларов. Аналогичные вопросы есть и по потерям российского бюджета от так называемого лжетранзита через территорию России различных товаров, занижение стоимости НДС уполномоченными таможенными операторами в Республике Беларусь и другие схемы, от которых страдает общий союзный рынок»[6]. 15 марта 2019 года пресс-секретарь министерства иностранных дел Беларуси Анатолий Глаз прокомментировал интервью посла России, назвав его «счетоводом или бухгалтером, подающим надежды» и порекомендовав больше времени посвятить тому, чтобы углубиться в специфику страны пребывания, познакомиться с её историей и проявить немного уважения, ведь за короткое время работы в Беларуси он просто «не понял разницы между федеральным округом и независимым государством»[7]. Статс-секретарь, замглавы МИД РФ Григорий Карасин в ответ заявил: «Мы ознакомились с реакцией пресс-секретаря министерства иностранных дел Белоруссии, и я бы сказал, что мы вправе рассчитывать на более уважительное отношение к послу»[8].
Согласно некоторым источникам, белорусским государственным СМИ запретили 18 марта приходить на пресс-конференцию посла России, которая была посвящена 5-летию присоединения Крыма с Россией. Кроме того, им было запрещено писать об интервью Бабича агентству РИА Новости от 14 марта[9]. Редакции белорусских негосударственных СМИ приняли решение воздержаться от участия в пресс-конференции, заявление об этом подписали главные редакторы TUT.BY Марина Золотова, Европейского радио для Беларуси Павел Свердлов, БелаПАН Ирина Левшина, «Нашей Нивы» Егор Мартинович и «Народной Воли» Иосиф Середич[10]. При этом на пресс-конференцию пришли более 30 представителей СМИ, в том числе международных, с последующим широким освещением в медиапространстве.
В дальнейшем российская сторона всегда последовательно продвигала линию на продолжение системной экономической помощи Беларуси с принципиальной готовностью Минска к дальнейшей интеграции и институализации первоначальных договорённостей о создании Союзного государства.
Разные политологи и эксперты, причём, как в России, так и в Беларуси, отметили проведение Посольством за это время ряда масштабных проектов в сфере экономической и гуманитарной политики Союзного государства. Среди них отмечается выявление и пресечение серых схем реэкспорта санкционной продукции через территорию Беларуси в Россию и принятие на государственном уровне системных мер борьбы с контрабандой. Полная ликвидация «энергетического офшора», который позволял перепродавать российские нефтепродукты в третьи страны с существенными потерями для бюджета России.
В августе 2018 года белорусский президент Александр Лукашенко снова обвинил Россию в недобросовестной конкуренции, в очередной раз употребив крепкие выражения: «У нас сейчас тяжёлый период — россияне ведут себя варварски по отношению к нам, публично об этом говорю. Они от нас требуют чего-то, как будто мы вассалы у них, а в рамках ЕАЭС, куда они нас пригласили, они выполнять свои обязательства не хотят. Вот они и создают неконкурентную ситуацию».
1 марта 2019 года на ежегодной пресс-конференции белорусский лидер обвинил Правительство России в лоббировании олигархических кланов, которые блокируют поставки белорусской продукции. «Надо прекратить Правительству России лоббировать эти кланы, эти группы, как их называют олигархические, в которых крупный бизнес сросся с властью и проталкивает свои вопросы, блокируя наши отношения в союзе. А ведь во всех документах предусмотрено, что у нас общий рынок и мы должны свободно торговать», — подчеркнул Александр Лукашенко.
11 апреля 2019 года на совещании экономического блока правительства, комментируя запрет ввоза яблок и груш из республики в Россию, Александр Лукашенко сделал очередное заявление — «То добро, которое мы делаем для Российской Федерации, оно нам оборачивается постоянно злом. Там уже обнаглели до такой степени, что начинают нам выкручивать руки».
Особенно возмутил Лукашенко подробный анализ объёма реальной помощи, который Россия оказывает Беларуси по всем каналам: от прямых кредитов — до налоговых льгот, преференций, субсидий на энергоносители. Об этом, в частности, говорится в интервью российского посла 14 марта 2019 года агентству РИА Новости.
Ещё одним из предложений российской стороны стало комплексное рассмотрение вопроса о доступе белорусских промпредприятий к российским системам господдержки при условии углубления интеграции, формирования единой промышленной политики. Выработка «экономического пакета мер», направленных на устранение дисбалансов в торгово-экономическом взаимодействии с Минском — в части продвижения к единым фискально-административным механизмам.
Многими экспертами и союзными СМИ отмечалась всесторонняя ревизия всех соглашений, заключённых за 20 лет в рамках Союзного государства, которые легли в основу предложений по дальнейшей интеграции, разработанных российской частью межправительственной рабочей группы и переданных белорусской стороне. Одной из основных задач расширения гуманитарного сотрудничества России и Беларуси являлась активная деятельность по повышению эффективности двустороннего сотрудничества в сфере образования и культуры.
Важнейшим событием стало проведение 15 февраля 2019 года в Сочи под руководством президентов двух стран и с участием министров образования, культуры и спорта России и Беларуси, стратегически важного совещания, которое запустило процессы масштабного и насыщенного взаимодействия в указанных областях, кратным расширением количества совместных проектов и мероприятий, способных реально и быстро продвинуть идеи российско-белорусского единства. Это и совершенствование образовательных обменов между российскими и белорусскими вузами, создании их ассоциации и форума ректоров этих вузов, укреплении потенциала филиалов российских вузов в Беларуси, а также Белорусско-Российского университета в Могилёве, интеграции выпускных испытаний в обеих странах для облегчения поступления выпускников в вузы Союзного государства, открытии уже в скором будущем пунктов приёма ЕГЭ в Беларуси, введении «белорусских» смен в школах для одарённых детей в России, а также в лучших российских лагерях отдыха и пр. Целый ряд проектов и в области культуры России и Беларуси, среди которых передвижные выставки ведущих музеев, концерты и выступления известных артистов и деятелей культуры и многое другое.
В ряде СМИ была опубликована информация о многочисленных личных обращениях Лукашенко к Путину об отзыве посла в обмен на готовность начать давно обсуждаемую интеграцию. «Путин согласился, дал Лукашенко год, пообещав не вмешиваться во внутреннюю белорусскую повестку», — приводит цитату источника газета «КоммерсантЪ».
30 апреля 2019 года президент России Владимир Путин освободил Михаила Бабича от обязанностей посла России в Беларуси, а также от должности специального представителя президента России по развитию торгово-экономического сотрудничества с Республикой Беларусь в связи с переходом на другую работу.
Президент России Владимир Путин остался доволен результатами работы Михаила Бабича на посту посла России в Беларуси. Об этом журналистам заявил пресс-секретарь главы государства Дмитрий Песков. «Да», — ответил пресс-секретарь на вопрос, довольно ли руководство РФ работой Бабича во главе российской дипмиссии в Минске. Комментируя решение о замене посла в этой стране, Песков подчеркнул: «[Это] кадровое решение президента, которое принимается в соответствии с целесообразностью».
Песков подчеркнул, что Бабич «проработал [послом в Беларуси] недолго, но, тем не менее, за непродолжительный срок достаточно много было сделано». «Вне зависимости от каких-то процессов отношения между Россией и Белоруссией сохраняют свой союзнический характер. Союзное государство — это особое измерение, которое доминирует в двусторонних отношениях между Москвой и Минском», — заметил представитель Кремля.

### Первый заместитель Министра экономического развития Российской Федерации
Распоряжением председателя Правительства Российской Федерации Дмитрия Медведева от 15 июня 2019 года Михаил Бабич был назначен заместителем Министра экономического развития Российской Федерации. Как заявил Максим Орешкин, Бабич займётся «всеми тремя основными контурами интеграции».
30 сентября 2019 года распоряжением председателя Правительства Российской Федерации Дмитрия Медведева Михаил Бабич был назначен первым заместителем министра экономического развития Российской Федерации. Глава министерства Максим Орешкин, комментируя назначение, заявил, что представил кандидатуру Бабича на должность первого замглавы, отметив, что он после назначения замминистра «проявил себя с самой лучшей стороны».
«Первый контур — это Союзное государство Россия—Белоруссия, здесь у нас максимальная степень интеграции, вы знаете у нас сейчас в активной фазе находится обсуждение повестки исполнения союзного договора 1999 года. Сейчас Михаил Викторович активно подключится к этой работе, он о ней знает не понаслышке по своему предыдущему рабочему месту. Второй контур интеграции — это ЕврАзЭС, и третий контур — это интеграция СНГ», — сказал Орешкин.
Кроме интеграции курировал вопросы Северного Кавказа, Абхазии, Южной Осетии, Приднестровья, Евразийского экономического союза, организации Договора о коллективной безопасности и Содружества Независимых Государств, миграционной политики.
19 января 2021 года председатель правительства Российской Федерации Михаил Мишустин уволил Михаила Бабича с занимаемой должности.

### Заместитель директора ФСВТС
Президент России своим указом от 20 января 2021 года назначил Михаила Бабича заместителем директора Федеральной службы по военно-техническому сотрудничеству. А уже на следующий день, 21 января 2021 года, Бабичу присвоено звание генерал-майора. 11 июня 2024 присвоено воинское звание генерал-лейтенант.

## Семья
Женат. Имеет четверых детей.
Сестра — Полякова Алла Викторовна (род. 1970), окончила Российскую экономическую академию имени Г. В. Плеханова; депутат Государственной Думы Федерального Собрания Российской Федерации VIII созыва.

## Награды
- Орден «За заслуги перед Отечеством» III степени
- Орден «За заслуги перед Отечеством» IV степени
- Орден Александра Невского (24 мая 2019)[3]
- Орден Почёта
- Орден Дружбы (25 июля 2006) — за активное участие в законотворческой деятельности и многолетнюю добросовестную работу[34]
- Медаль «За отвагу»
- Медаль Столыпина П. А. II степени (19 января 2021) — за большой вклад в социально-экономическое развитие Российской Федерации и многолетнюю плодотворную деятельность[35]
- Медаль «В память 850-летия Москвы»
- Почётная грамота Президента Российской Федерации (9 января 2010) — за заслуги в законотворческой деятельности и развитии российского парламентаризма[36]
- Почётная грамота Правительства Российской Федерации
- Медаль «За укрепление боевого содружества»
- Медаль «За отличие в военной службе» I степени
- Орден «Дуслык» (Татарстан)
- именное оружие
- Орден святого благоверного князя Даниила Московского III степени (28 августа 2014) — во внимание к помощи Нижегородской епархии и в связи с 45-летием со дня рождения[37]
- Орден Русской Православной Церкви преподобного Серафима Саровского III степени
- Благодарность Правительства Российской Федерации (31 марта 2009) — за активное участие в освещении деятельности Председателя Правительства Российской Федерации[38]
- Медаль «За вклад в развитие Евразийского экономического союза» (9 декабря 2022, Высший совет Евразийского экономического союза)[39]